# 최예은
최예은(崔藝恩, 1994년 12월 22일 ~ )은 대한민국의 육상 장대높이뛰기선수다. 2014년 인천 아시안 게임 장대높이뛰기 결선에서 4m05를 기록해 중국의 쉬후이친과 공동 4위를 기록했다.

## 학력
- 용지초등학교
- 용지중학교
- 전북체육고등학교
- 전주대학교 생활체육학과

## 수상
- 2010년 제91회 전국체육대회 여자고등부 장대높이뛰기 1위
- 2011년 제92회 전국체육대회 여자고등부 장대높이뛰기 1위
- 2011년 제40회 전국종별 육상선수권대회 여자 장대높이뛰기 1위
- 2012년 제12회 한국주니어 육상선수권대회 여자 장대높이뛰기 1위
- 2012년 제93회 전국체육대회 여자고등부 장대높이뛰기 1위
- 2012년 제42회 KBS배육상경기대회 여자 장대높이뛰기 2위
- 2013년 제94회 전국체육대회 여자일반부 장대높이뛰기 2위
- 2014년 제68회 전국육상선수권대회 여자 장대높이뛰기 2위